# Ісабель Альєнде
Ісабель Альєнде (ісп. Isabel Allende; нар. 2 серпня 1942, Ліма, Перу) — чилійська письменниця-романістка, журналістка, сценаристка, акторка, племінниця Сальвадора Альєнде.

## Біографія
Народилася в Лімі 1942 року. З 1973 року мешкає за кордоном, у Сполучених Штатах Америки, у Каліфорнії, оскільки її дядько, Сальвадор Альєнде, тодішній президент Республіки Чилі, був повалений у результаті військового перевороту, організованого диктатором Августом Піночетом.

### Сценаристка
- 1993 — Будинок духів / The House of the Spirits
- 1994 — Кохання і морок / Of Love and Shadows
- 2002 — Секрет / Secret

### Акторка
- 1994 — Neighborhoods: The Hidden Cities of San Francisco — The Mission (ТВ) (1994)
- 1995 — Isabel Allende: An Extraordinary Life
- 1998 — Canto a la vida
- 2007 — Der rote Elvis

## Переклади українською
- Оповідки Еви Луни / Ісабель Альєнде; переклад з іспанської Сергія Борщевського. — К.: Видавництво Анетти Антоненко, 2016. — 256 с.
- Японський коханець. Роман / Ісабель Альєнде; переклад з іспанської Сергія Борщевського. — К.: Видавництво Анетти Антоненко, 2017. — 288 с.
- Жінки душі моєї / Ісабель Альєнде; переклад з іспанської Галини Грабовської. — К.: Видавництво Анетти Антоненко, 2021, ISBN 9786177654581 — 176 с.
- Віолета / Ісабель Альєнде; переклад з іспанської Галини Грабовської. — К.: Видавництво Анетти Антоненко, 2022, ISBN 9786177654864 — 336 с.
- Вітер знає моє ім'я / Ісабель Альєнде; переклад з іспанської Галини Грабовської. — К.: Видавництво Анетти Антоненко, 2023. ISBN: 9786175530276 - 272 с.